# Xhavit Bajrami
Xhavit Bajrami (serbo-croata: Džavit Bajrami, nacido el 30 de octubre de 1975) es un deportista de kickboxer suizo de origen albanés de Kosovo.

## Biografía
Xhavit Bajrami nació en la ciudad de Pristina. Hijo de padres albaneses y más adelante se trasladó a Suiza. Su familia vive en Kosovo en la ciudad de Dumosh, a 35 km (22 millas) al sur de Pristina. Se convirtió en un deportista de kickboxer, en la que ganó el campeonato de K-1 Braves de 1999. También fue finalista en el K-1 Grand Prix Mundial de 2002 entre los Finalista preliminares de Croacia. Fue entrenado por el famoso kickboxer Andy Hug y tiene una escuela de Kickboxing en Littau. Tiene el título de ISKA en el Campeonato Mundial Peso Pesado.

## Carrera
- ISKA Heavyweight World title
- K-1 World Grand Prix 2002 Preliminary Croatia Runner Up
- K-1 Final 2000 Runner Up
- K-1 Braves 1999 Champion